# 1632 (серія)
Серія книг 1632, також відома як серія творів 1632 року або Вогняне кільце, — серія та підсерія книг про альтернативну історію, створена, головним чином у співавторстві та координована американським письменником Еріком Флінтом і опублікована Baen Books.
Дія серії розгортається в Європі XVII століття, коли під час Тридцятилітньої війни 1631 року маленьке вигадане містечко Ґрантвілль, штат Західна Вірджинія, 2000 року було відправлено в минуле в центральну Німеччину.
Станом на 2019 рік у серії є сім опублікованих романів, які рухають основний сюжет, і більше десяти опублікованих романів, які просувають кілька підсюжетів і ниток. Серія також включає написаний фанатами, але професійно відредагований спільний матеріал, який публікується в журналі під назвою The Grantville Gazettes, що виходить раз на два місяці, а також деякі спільні короткі художні твори.
З точки зору історії літератури про подорожі в часі, серію 1632 року можна вважати продовженням і модифікацією роману Марка Твена «Янкі з Коннектикуту при дворі короля Артура», в якому американський інженер ХІХ століття, опинившись в Англії V століття, здатний сам запровадити в суспільство минулого весь спектр технологій свого часу. У версії Флінта ціла сучасна спільнота переміщується в минуле, володіючи значною кількістю матеріальних і письмових ресурсів сучасного суспільства, що робить їхній успіх у зміні минулого більш вірогідним.
Оскільки як The Grantville Gazette, так і Ring of Fire Press припинили роботу одразу після смерті Еріка Флінта у 2022 році, спочатку очікувалося, що серія буде завершена після рукописів, які вже надіслані до Baen раніше, до смерті Флінта, опубліковані приблизно наступного року. У червні 2023 року оголосили, що нова компанія, Flint's Shards Inc., підписала контракт із Люсіль Роббінс, вдовою та спадкоємицею Еріка Флінта, на випуск нового електронного журналу під назвою Eric Flint's 1632 & Beyond, який виходитиме раз на два місяці на перший день непарних місяців з Бьорном Гасселером як головним редактором, починаючи з вересня 2023 року.

## Огляд серії

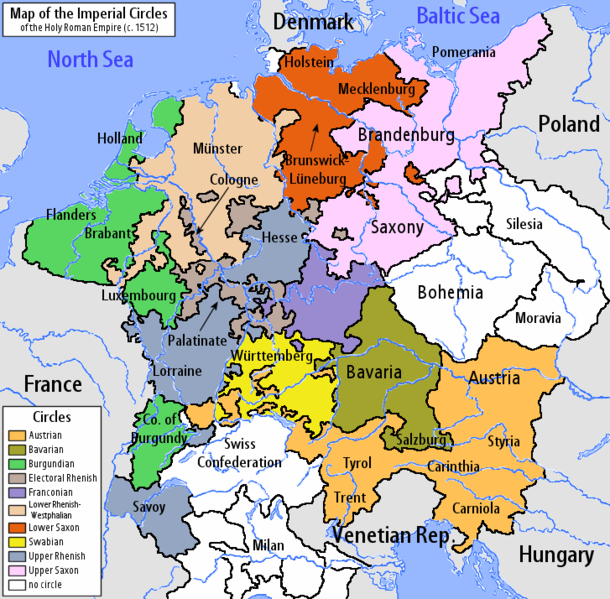
Карта поділу Священної Римської імперії (бл. 1512 р.)

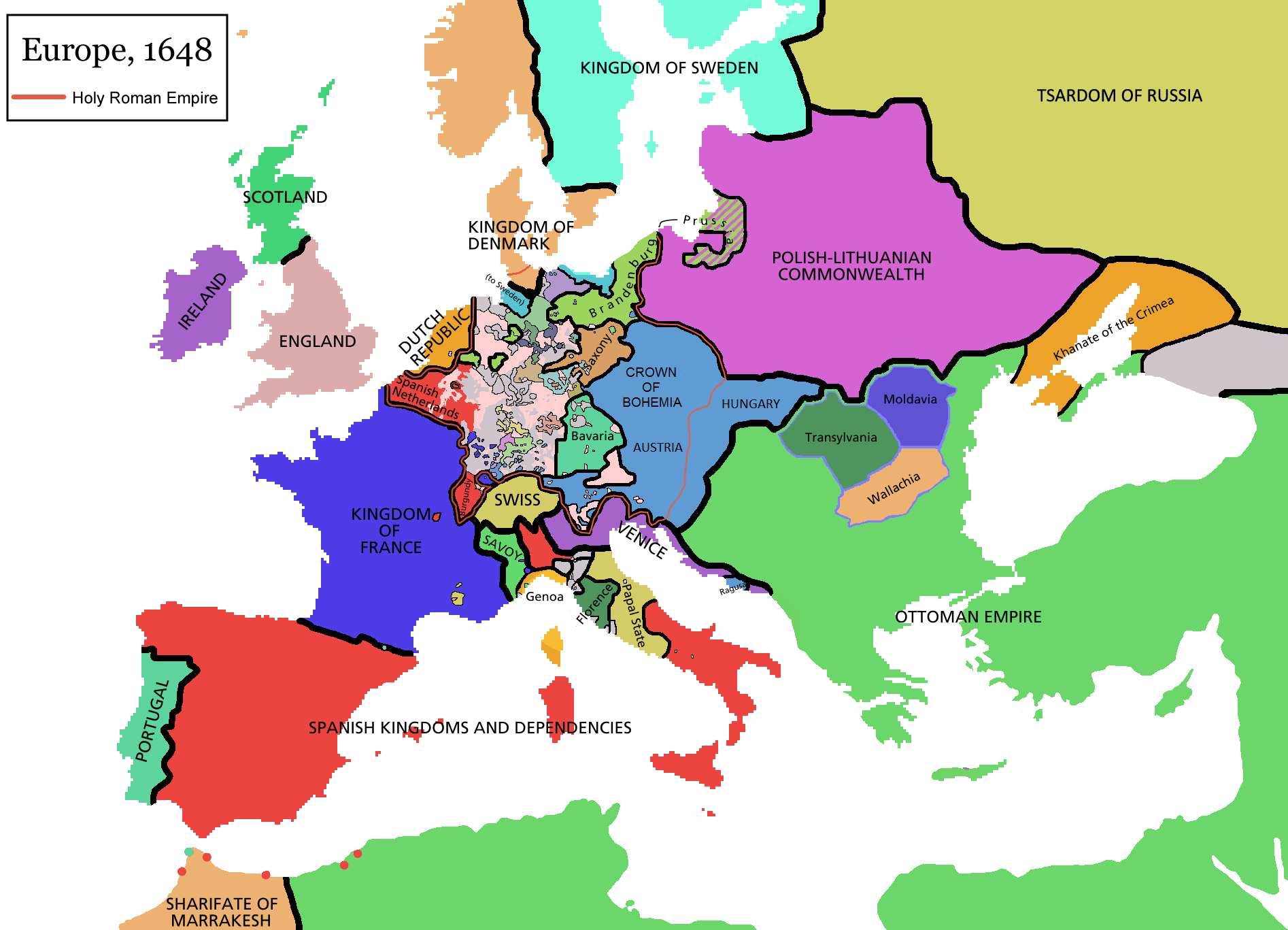
Європа в 1648 році.

Карта сучасної Німеччини, де темно-зеленим кольором позначено Тюрингію (порівняйте з картою Священної Римської імперії вище).

Серія «1632» почалася з окремого роману Флінта «1632» (вийшов у лютому 2000 року). Він, за винятком головного роману та серіалізованого електронного роману «Проєкт Анаконда» (2007), практично весь написаний спільно, включаючи деякі «основні твори» з кількома співавторами. Однак Флінт згадав про контракти з видавцем щонайменше на два додаткові сольні романи, які він планує на своєму вебсайті. Флінт, у чиїй бібліографії домінувала спільна праця, стверджує, що такий підхід заохочує перехресне запліднення ідей і стилів, стимулюючи творчий процес і запобігаючи застарілим, шаблонним роботам.
Як зазначено в першій збірці The Grantville Gazette та на його сайті, роман Флінта «1632» був експериментом, у якому він досліджує ефект переміщення великої групи людей назад у часі, у цьому випадку цілого американського міста.
1632 рік припадає на розпал Тридцятилітньої війни (1618—1648). Сучасне місто Ґрантвілль перенесено із Західної Вірджинії назад до Європи 1632 року. Сюжет дозволяє прагматичній американській політичній думці, орієнтованій на профспілки, протистояти авторитарним, керованим релігією суспільствам неконсолідованої Священної Римської імперії, що ледве вийшла з Середньовіччя. Флінт досліджує приклади страждань через дріб'язкову політику самозвеличення та власних інтересів, з одного боку, та непримиренні відмінності розколу в християнстві, як-от протестантська Реформація та Контрреформація, з іншого. Попри те, що ця зміна спочатку поміщає Грантвілль у травень 1631 року, через тривалу війну та примітивні транспортні мережі того дня прибуття Ґрантвілля має певний відстрочений вплив, тому основна частина дії книги відбувається в 1632 році, звідси й назва.
Спочатку серію продовжили двома спільними роботами, написаними більш-менш одночасно: «1633» (з бестселер-новелістом Девідом Вебером) та антологією під назвою «Вогняне кільце» (з іншими відомими письменниками-фантастами, включаючи довгі, «глибокі історії» як Вебером, так і Флінтом).
Загалом, оповідання не орієнтовані на одну групу протагоністів із сильним головним героєм, а натомість ведуться ансамблем акторів — хоча в більшості книг чи оповідань є кілька сильних персонажів, які рухають дію і сюжет уперед. Флінт від самого початку планував, що колективним протагоністом буде все місто, що є відображенням його філософії, згідно з якою історичні сили зосереджуються не на діях однієї чи двох ключових осіб, а на багатьох маленьких незалежних діях багатьох людей, які живуть своїм повсякденним життям і справляються з ним якнайкраще.
Наприкінці 1632 року очолювана Сполученими Штатами нова коаліція Конфедеративних князівств Європи стала арсеналом і фінансистом (через єврейські зв'язки, що представляють справжній історичний інтерес) для шведського короля Густава Адольфа (втручання переміщених американців в історію вже мало ефект порятунок Густава від смерті в битві при Лютцені). Це спонукає інтриганського кардинала Рішельє, який раніше фінансував його, щоб викликати зло та послаблення Габсбургів, налаштуватися на шведів. Різноманітні книги з тогочасного Ґрантвіля, особливо історичні, знаходили прихильників серед владущих еліт Європи, змінюючи плани та стратегії головних гравців того часу. Читачі, не розуміючи хаотичності подій (тобто, тривіальні, на перший погляд, зміни можуть мати великі наслідки, і навпаки), часто вважають, що ці історії дають їм чітке уявлення про те, як вони можуть спрямувати події в іншому напрямку. «Гравці», відправлені в минуле, не мають наміру сильно керувати подіями, але розуміють, як ключові сили (демократія, санітарія, медицина, егалітаризм тощо) впливають на речі в довгостроковій перспективі на благо людства, і мають намір просувати і поширювати ці сили, навіть якщо вони самі не «контролюють», до яких результатів це призведе.
Рішельє створює чотиристоронній союз, Остендську лігу, щоб протистояти Новим Сполученим Штатам, експедиційній армії Густава та союзним князям німецьких держав. Після першої книги в серії починається кілька сюжетних ліній або сюжетних ниток, які відображають цю незалежність дій багатьох персонажів. Продовження «1633» розповсюджує американців по Центральній Європі. Далі роман «1634: Справа Галілея» та перша з антологій під назвою «Ґрантвілльський вісник» представили нових сильних персонажів. Перша починається так званою південноєвропейською ниткою, а деякі історії в другій і «Вогняному кільці» починають східноєвропейську нитку (Австро-Угорщина на північ до Польщі).
Співавтор книги «1633», автор бестселерів New York Times Девід Вебер уклав контракт на не менше ніж п'ять книг у серії, що називається центральноєвропейською ниткою або головною ниткою серії, але перед двома авторами виникла затримка. Вони синхронізували свої графіки, щоб написати наступне головне продовження, «1634: Балтійська війна», випущене в травні 2007 року.
Не чекаючи на Вебера, інші продовження, такі як «1634: Повстання барана», «1635: Гарматний закон» і «Ґрантвілльський вісник», і далі тією чи іншою мірою глибоко досліджують суспільні наслідки від технологій, релігії та соціальних заворушень, коли Європа стикається з дивовижними ідеями впливової присутності Ґрантвіля, до махінацій європейських еліт, які намагаються утримати владу або використати події чи знання, спричинені Ґрантвілем, в особистих інтересах.

## Колективні спільні зусилля

### Grantville Gazette(2003—2022)
Коли був написаний роман «1632», Флінт не мав наміру писати негайне продовження. Однак після того, як багато хто запитав про продовження, Флінт (відносно новий письменник, але досвідчений редактор) запросив інших авторів, які уклали контракт з Baen, щоб поділитися всесвітом та швидко розвинути його потенціал. У результаті, поки писалося перше довге продовження, Флінт паралельно склав антологію «Вогняне кільце» — коротку прозу багатьох авторів.
Паралельно, онлайн-дошка оголошень Baen's Bar отримала бурхливий відгук від шанувальників після випуску попередньої цифрової копії «1632». Форум швидко перетворився на кілька підспільнот, деякі виступають як технічні консультанти для Флінта — наприклад, щодо того, як сучасні технології можуть бути реалізовані в серії. Висока якість фан-фікшн, представленої на дошці оголошень, спонукала до створення офіційного журналу «Ґрантвілльський вісник», який публікує оповідання та фактичні статті як частину офіційного канону серії «1632», рецензованого Флінтом. Спочатку вісник випускався епізодично, але згодом перетворився на онлайн-журнал із передплатою, який виходить кожні 2 місяці, а автори оплачують свої публікації. Кілька томів вісника було випущено в друкованому вигляді Baen Books, а серіалізовані історії, які спочатку були опубліковані в кількох випусках вісника, були випущені в друкованій формі видавництвом The Ring of Fire Press. Антологія короткометражної прози на замовлення «Вогняне кільце» також продовжується, по одному тому приблизно кожні 4–5 років.
Результатом стала спільна серія альтернативної історії, що складається з взаємопов'язаних романів та оповідань, які можна розглядати як додавання додаткових шарів глибини до канону — перший рівень, що складається з «основних» романів; другий рівень, що складається з романів, які відбуваються в паралельних «нитках» (зазвичай представляють події в окремих географічних регіонах); третій рівень — короткі художні твори, опубліковані в друкованому вигляді (або взяті з «Ґрантвілльського вісника», або замовлені окремо як частина антологічної серії «Вогняне кільце»); і четвертий рівень — оповідання, опубліковані в «Ґрантвілльському віснику». Третій і четвертий рівні часто надавали більш поглиблене тло і показували вплив подій у романах на пересічне населення. Весь канон серії підтримувався Флінтом.

### «Eric Flint's 1632 & Beyond»(2023— сучасність)
Через рік після припинення видання «Ґрантвілльського вісника» деякі співавтори Флінта «1632» зібралися разом, щоб створити нову компанію під назвою Flint's Shards Inc., яка займається випуском нового електронного журналу під назвою «Eric Flint's 1632 & Beyond» (розмовно згадується як 1632 & Beyond), яка спеціалізуватиметься на публікації оповідань у 1632 та інших всесвітах Assiti Shards раз на два місяці.
Перший номер вийшов у вересні 2023 року, і він включав оповідання Джоді Лінн Най, С. М. Стірлінга, Вірджинії ДеМарс, Венса Гарретта та Чака Томпсона, які розгортаються у всесвіті «1632», тоді як Івер Купер додав оповідання у всесвіті «Королеви морів», а Джордж Грант написав нехудожній твір.
Другий випуск вийшов у листопаді 2023 року, і він включав оповідання Шона Літтла, Марка Тірелла, Джорджа Гранта, Айвера Купера, а також команди сценаристів Горга Хаффа та Паули Гудлетт, дія яких відбувається у всесвіті «1632», а Бетанн Кім написала науково-популярну статтю.
Третій випуск вийшов у січні 2024 року, і він включав оповідання Роберта Е. Вотерса, Бетанн Кім, Марка Тірелла та Гаррета В. Венса, дії яких відбуваються у всесвіті 1632 року, а Айвер Купер написав документальну статтю.
Четвертий випуск вийшов у березні 2024 року і включав оповідання Бйорна Гасселера, Едіт Вайлд і Джека Керролла, дія яких відбувається у всесвіті «1632», тоді як Айвер Купер написав ще одне оповідання, дія якого відбувається у всесвіті «Королева морів».
П'ятий випуск вийшов у травні 2024 року, і він включав оповідання Вірджинії ДеМарс, Наталі Сілк, Джорджа Гранта, Марка Тірелла та Роберта Файнеголда, дія яких відбувається у всесвіті «1632», а Айвер Купер написав документальну статтю.
Шостий випуск вийшов у липні 2024 року, і він включав оповідання Вірджинії ДеМарс, Террі Говарда, Роберта Е. Вотерса та Тіма Саєо, дія яких відбувається у всесвіті «1632», а Айвер Купер написав документальну статтю.
Сьомий випуск вийшов у вересні 2024 року, і він включав оповідання Вірджинії ДеМарс, Наталі Сілк, Джорджа Гранта, Марка Тірелла та Роберта Файнеголда, дія яких відбувається у всесвіті «1632», а Айвер Купер написав документальну статтю.

## 1632сюжетні нитки
«Основні» романи (багато з яких були написані одним Флінтом) зосереджені на основних політичних подіях у серіалі разом із кількома ключовими героями. Однак відкриття канону для інших письменників дозволяє більш детально вивчити сюжетні нитки в інших географічних регіонах. Як і в реальній історії, жодна з них не є ізольованою, а нитки сюжету сходяться та розходяться відповідно до потреб історії.

### Основна нитка
- Роман: «1632» (2000)
- Роман: «1633» (2002) з Девідом Вебером
- Роман: «1634: Балтійська війна» (2007) з Девідом Вебером, пряме продовження роману «1633».
- Роман: «1635: Східний фронт» (2010)
- Роман: «1636: Саксонське повстання» (2011)
- Роман: «1636: Османський натиск» (2017)
- Роман: «1637: Польський вир» (2019)

### Північно-центральна та західноєвропейська нитка
Центральноєвропейська нитка або, точніше, центрально- та південно-західна центральноєвропейська нитка є основною сюжетною ниткою серіалу. Це стосується подій у регіоні із заходу на схід від Королівства Англії та Королівства Шотландії, Північної Франції, Іспанських Нідерландів, Французьких Нідерландів та Голландської Республіки, а також усієї західної Німеччини на схід до Бранденбурга та курфюрства Саксонія, і на південь до північних районів Баварії. Власне Баварія, Швейцарія, Австрія, Богемія та частини на схід і північ належать географічно до східноєвропейської нитки.
- Антологія: «Вогняне кільце» (2004), включає «Гамбіт Валленштейна» з Майком Шпегаром, який починає східноєвропейську нитку, «На флоті» Девіда Вебера та інші історії, що датуються 1633 роком в неоісторії.
- Роман: «1634: Повстання барана» (2006) з Вірджинією ДеМарс, створений як збірка пов'язаних «ключових подій розвитку». Це структуровано більше як антологію та містить значний матеріал від Поли Гудлетт та інших авторів, але видавництво класифікує його як роман, оскільки всі оповідання об'єднуються як пов'язана загальна історія.
- Роман: «1634: Баварська криза» (2007) з Вірджинією ДеМарс, хронологічне продовження 1632 року, але продовжує східноєвропейську нитку.
- Антологія: «Вогняне кільце II» (2008)
- Роман: «1635: Інцидент у Дрісоні»(2008) з Вірджинією ДеМарс
- Роман: «1635: Заплутана мережа» (2009) Вірджинії ДеМарс
- Роман: «1635: Музика та вбивство» (2013) Девіда Карріко
- Роман: "1636: Опера диявола (2013) Девіда Карріко

### Південноєвропейська нитка
Нитка Південної Європи, або нитка Західної Південної Європи та Південно-Центральної Європи, або, можливо, точніше, нитка Південно-Центральної та Південно-Західної Європи, включає персонажів, представлених у новелі «Фарбувати для» Мерседес Лекі, але нитка сюжетна дія власне продовжено у другому опублікованому романі-продовженні серії, бестселері «1634: Справа Галілея» та його пряме продовження, «1635: Гарматний закон», обидва написані Флінтом та Ендрю Деннісом. Головними героями є, зокрема, «Кам'яна сім'я» Лекі, а також Шерон Ніколс і Ларрі Маццаре Флінта.
- Роман: «1634: Справа Галілея» (2004) з Ендрю Деннісом
- Роман: «1635: Гарматний закон» (2006) з Ендрю Деннісом
- Роман: «1635: Папські ставки» (2012) з Чарльзом Е. Генноном
- Роман: «1636: Санкція Ватикану» (2017) з Чарльзом Е. Генноном

### Східноєвропейська нитка
Вважається, що східноєвропейська нитка проходить на схід від сучасної Німеччини, Австрії та західної Угорщини, що включає переважно сучасну Польщу, Литву, Латвію та частини України та Білорусі, але не Московію. Першою художньою літературою, написаною в рамках цієї теми, була повість «Гамбіт Валленштейна» та оповідання-приквел, що передували їй, усі опубліковані в антології «Вогняне кільце» 2004 року.
- Новела: «Гамбіт Валленштейна» продовжується з двох сюжетних ліній, запропонованих у «Ось прийшов Санта Клаус» і «Вогняне кільце (антологія)» у тій самій антології.
- Серіальний роман (припинено): «Проєкт Анаконда» Еріка Флінта безпосередньо продовжує «Гамбіт Валленштейна» та розповідає про заснування нової імперії зі столицею в Празі. Серію було перервано (і зрештою припинено) наприкінці 2009 року через позапланову медичну процедуру автора, яка спричинила серйозні проблеми в його графіку написання.[18] Зрештою, лише 10 епізодів було опубліковано в віснику, лише вісім епізодів включено в два романи Баена.
- Роман: «1635: Східний фронт» (2010) Еріка Флінта[19]
- Роман: «1637: Польський вир» (2019) Еріка Флінта (включає епізоди 1–4 та 7–8 проєкту «Анаконда»)[20]
- Роман: «1637: Трансільванське рішення» (2022) Ерік Флінт, Роберт Е. Вотерс[21]

### Московська нитка
Російську нитку започаткували автори Пола Ґудлетт і Горг Гафф у восьмому випуску «Ґрантвілльського вісника», представивши серіал «Метелики в Кремлі», який пізніше став романом «1636: Кремлівські ігри». Відтоді Ґудлетт і Гафф у цій темі написали принаймні 5 романів, і надалі ще більше. Останній московський роман «1638: суверенні держави» вийшов у вересні 2023 року.
- Роман: «1636: Кремлівські ігри» (2012) Еріка Флінта, Горга Гаффа та Поли Ґудлетт
- Роман: «1637: Правила Волги» (2018) Еріка Флінта, Пола Ґудлетт і Горга Хаффа
- Роман RoFP: «Голмс для царя» (2020) Горга Гаффа і Поли Ґудлетт
- Роман RoFP: «Дві справи для царя» (2020) Горга Гаффа і Поли Ґудлетт
- Роман RoFP: «Місія за царем» (2021) Горга Гаффа і Поли Ґудлетт
- Роман: «1638: Суверенні держави» (2023) Еріка Флінта, Пола Ґудлетті Горга Гаффа
- Роман H&G: «Клуб Діогена для царя» (2023) Горг Гафф і Поли Ґудлетт

Примітки щодо видавництва: романи RoFP — це книги, які вперше були опубліковані неіснуючою компанією Ring of Fire Press (2013—2022) і можуть бути перевидані пізніше іншою компанією за контрактом. Романи H&G — це книги, які вперше приватно опублікували Горг Гафф і Паула Ґудлетт через Amazon (нова компанія ще не називається). Інші перелічені романи є книгами, виданими Baen Books.

### Морська нитка
Ця лінія історій починається 1633 року з військово-морських дій у Ла-Манші, Північному та Балтійському морях і з'єднувальних протоках між водоймами. Після закінчення північноєвропейських морських дій наприкінці роману «1634: Балтійська війна» дія переміщується до Карибського моря та західного Атлантичного узбережжя Північної Америки. Наприкінці «1637: Немає миру за межею» військово-морські сили згадуються для участі в конфлікті з Османською імперією в майбутньому романі 1638 року про морські битви в цій війні.
- Роман: «1633» (2002) Еріка Флінта, Девіда Вебера
- Антологія: «Вогняне кільце» (2002) Еріка Флінта та ін.
- Роман: «1634: Балтійська війна» (2007) Еріка Флінта, Девіда Вебера
- Роман: «1636: Командор Кантрелл у Вест-Індії» (2014) Еріка Флінта, Чарльза Е. Геннона
- Роман: «1636: Зіткнення з Атлантикою» (серпень 2020) Еріка Флінта та Волтера Х. Ханта
- Роман: «1637: Немає миру за межею» (2020) Еріка Флінта, Чарльза Е. Геннона

### Американська нитка
Ця згода Вебера залишити осторонь європейські теми, ймовірно, стане продовженням передчуття відкритої неприязні, яку виявляють різні корінні жителі Ґрантвіля як до африканської работоргівлі, так і до зіткнень індіанців із європейцями-колонізаторами — і Флінт уже написав дуже співчутливу двотомну альтернативну історію з погляду корінного жителя Америки в його серіалі «Арканзаські війни» — і він написав подібні прообрази в попередніх роботах серіалу, які були спрямовані на продемократичні та анти-антисемітські соціальні теми, які зараз проявляються в серіалі в східноєвропейському потоці в конкретна, а також загальна, приглушена підтема. Це переглянуте авторське рішення розблокувало затор з резервних копій інших романів серії, тож відтоді, як було перероблено їхнє розташування, книги серії «1632» виходять регулярно кожні чотири-шість місяців.
Розповіді серії «Сльота» про отримання стратегічно важливих матеріалів, а також деякі з тих, що дійшли до публікації, про корпорації Essen Steel Corporation та Essen Chemical, передвіщають діяльність (наприклад, видобуток хрому) в Північній Америці, а інші — пошуки латексного каучуку в Південній Америці. Крім того, три книги, написані за контрактом між Флінтом і Девідом Вебером, частково включатимуть експедиції, які Густав і Майк Стернз відправили до американських берегів.
- Роман Ring of Fire Press (RoFP): «Данська схема» (червень 2013) Герберта Сакалаукса та Еріка Флінта
- Дві новели в одній книзі: «1636: Море удачі» (грудень 2013) Айвера Купера
  - «Розтягування»: Сполучені Штати Європи шукають нафту, каучук і алюмінієву руду. Піонери перетнули Атлантику і знайшли нову колонію в Південній Америці.
  - «Висхідне сонце»: зміни, викликані Вогняним кільцем, досягають Японії. Сьогун, вражений зразками сучасних технологій і під впливом інформації про можливе майбутнє Японії, вирішує припинити політику ізоляції та назавжди змінити долю своєї країни.
- Роман: «1636: Командор Кантрелл у Вест-Індії» (червень 2014) Еріка Флінта та Чарльза Е. Ґеннона
- Роман RoFP: «1635: Битва за Ньюфаундленд» (січень 2018) Герберта Сакалаукса
- Роман RoFP: «Червоний син повстає на Заході» (вересень 2019) Джона Дікінса та Герберта Сакалаукса
- Роман RoFP: «Пожежа на Ріо-Гранде» (березень 2020) Кевіна Х. Еванса та Карен С. Еванс
- Роман RoFP: «Червоний син: не без честі» (липень 2020) Джон Дікінс
- Роман: «1636: Зіткнення з Атлантикою» (серпень 2020) Еріка Флінта та Волтера Х. Ганта
- Роман: «1637: Немає миру за межею» (листопад 2020) Еріка Флінта та Чарльза Е. Геннона
- Роман: «1636: Війна Калабара» (квітень 2021) Чарльза Е. Геннона та Роберта Е. Вотерса
- Роман: «1637: Берег Хаосу» (грудень 2021) Еріка Флінта, Поли Ґудлетт і Горга Гаффа, а також авторів семи пов'язаних і переплетених оповідань.
- Роман: «1637: Тихоокеанська ініціатива» (березень 2025) Айвера Купера

### Нитка Східної Азії
- Роман RoFP: «Хризантема, хрест і дракон» (серпень 2018) Айвер П. Купер
- Роман: Ерік Флінт та Айвер Купер «1636: Китайська авантюра» (вересень 2019 р.)

### Південноазійська індійська нитка
- «1636: Місія до Моголів» (2017), Еріка Флінта і Ґріффіна Барбера
- «1637: Павичевий трон» (2021), Еріка Флінта і Ґріффіна Барбера

## Ring of Fire Press
У червні 2013 року було створено Ring of Fire Press для перевидання певних матеріалів, спочатку опублікованих онлайн у «Ґрантвілльському віснику». По-перше, це опублікувало б певні історії, які були розділені в кількох випусках вісника, щоб їх можна було читати, не переглядаючи різні номери вісника. По-друге, він видасть кілька тематичних збірників фактів.
У 2018 році масштаби Ring of Fire Press розширилися, найнявши головного редактора Волта Бойса та Джой Ворд, а також художницю-графіка Лору Гівенс. Графік випуску було збільшено до двох книг на місяць, включаючи оригінальні романи серії «1632» (першим був «1635: Битва за Ньюфаундленд»), збірки серіалізованих оповідань «1632» та романи, не пов'язані з «1632» — як нові, так і перевидані.
Початкові томи були доступні через Amazon як видання для Kindle або друковані на замовлення книги в м'якій палітурці. Пізніше Baen почав розповсюджувати вибрані назви для Ring of Fire Press через свій вебмагазин та інші канали розповсюдження.
16 серпня 2022 року Люсіль Роббінс, вдова Еріка Флінта, офіційно оголосила про негайне припинення видання «Ґрантвілльського вісника» і Ring of Fire Press. Без величезного вливання нових грошей було визначено, що обидва бізнес-підприємства не будуть економічно життєздатними без участі Флінта.
У квітні 2024 року компанія Baen оголосила, що планує перевидати окремі книги, спочатку опубліковані Ring of Fire Press.

## РоманиАссіті Шардс
Після успіху серіалу 1632 Ерік Флінт і його наступники започаткували кілька інших серій про альтернативну історію, дотримуючись тієї ж концепції, що й «1632» — про зсув у часі, викликаний «Осколком Ассіті».

## Літературне значення та відгуки
Станом на 2014 рік чотири книги серії мали значно більшу кількість продажів у твердій обкладинці, щоб потрапити до списку бестселерів The New York Times. «1634: Справа Галілея» була в списку бестселерів художньої літератури в твердій обкладинці протягом двох тижнів у квітні 2004 року, досягнувши 27 місця. «1634: Балтійська війна» була в тому самому списку протягом двох тижнів у травні 2007 року, досягнувши 19 місця. «1634: Баварська криза» була в цьому списку протягом тижня в жовтні 2007 року під номером 29. «1636: Кремлівські ігри» були в списку NY Times протягом тижня протягом червня 2012 року під номером 30.
Майже всі книги серії продавалися достатньо добре, щоб потрапити до різноманітних списків бестселерів Locus, причому деякі назви включалися кілька разів, а деякі навіть досягли перших місць за місяць.
«1635: Папські ставки» — перша книга серії, яка потрапила до списку бестселерів Wall Street Journal.
Кілька назв було номіновано на Dragon Awards. «1635: Посилка розбійників» і «1636: Кардинальні чесноти» були фіналістами у 2016 році; «1636: Османський натиск» був фіналістом у 2017 році; і «Гордість за час роботи та упередження щодо часу простою» стали фіналістами премії Dragon Award за найкращий роман про альтернативну історію за 2020 рік, тоді як «1637: Немає миру за межею» був нагороджений премією Dragon Award за найкращий роман про альтернативну історію за 2021 рік. У 2022 році «1637: Доктор Ґрібблфлотц і душа Стонера» став фіналістом у номінації «Найкращий роман про альтернативну історію». У 2024 році «1638: Суверенні держави» стали фіналістом у номінації «Найкращий роман про альтернативну історію».